# Кофивил (Алабама)
Кофивил (енгл. Coffeeville) град је у америчкој савезној држави Алабама. По попису становништва из 2010. у њему је живело 352 становника.

## Демографија
Према попису становништва из 2010. у граду је живело 352 становника, што је 8 (2,2%) становника мање него 2000. године.
| Група             | 2000.       | 2010.       |
| Белци             | 220 (61,1%) | 181 (51,4%) |
| Афроамериканци    | 140 (38,9%) | 162 (46,0%) |
| Азијати           | 0 (0,0%)    | 0 (0,0%)    |
| Хиспаноамериканци | 0 (0,0%)    | 2 (0,6%)    |
| Укупно            | 360         | 352         |